# Fritz Näf
 (novembre 2018).
Fritz Näf, né le 24 octobre 1943 à Weiach, est un chanteur et chef d'orchestre suisse.

## Biographie

### Formation
Après sa scolarité obligatoire, Fritz Näf suit les cours du collège de formation des enseignants à Schiers, dans le canton des Grisons de 1958 à 1963. Entre 1964 et 1969, il étudie le chant soliste aux Conservatoires de Zurich et de Bâle auprès de la soprano Sylvia Gähwiller (1909–1999). De 1964 à 1965, il complète sa formation d'éducation musicale précoce et des cours de base. Entre 1969 et 1973, il suit la formation de l'École nationale de musique de Fribourg-en-Brisgau, puis diplômé professeur (examen de la maturité artistique), dans la classe de Brigitte Münz. Il suit également des classes de maître auprès d'Ernst Haefliger à Zurich (1970 et 1971), Jennie Tourel à New York (1971 et 1972), ainsi que chez Kurt Equiluz à Stuttgart (1979). Au cours des années 1974 à 1979, il poursuit ses études avec Kurt Huber, à Winterthour. Entre 1977 et 1980, il étudie la direction de chœur et à partir de 1979, la direction d'orchestre auprès du compositeur et chef d'orchestre, Erich Schmid.

### Enseignement
Après une courte période d'activité professionnelle en tant que professeur, il enseigne en tant que professeur de cours de musique de base (1964–1969), en tant que professeur de chant sur le séminaire de formation de Liestal (1973–1976) et à partir de la même année, en tant que SMPV-Lehrer (formation professionnelle). Il enseigne le chant soliste et d'ensemble vocal à la Schola Cantorum Basiliensis (1976–1986) et à l'École de musique et Conservatoire de Winterthur (1986–2000). Entre juin 1969 et 1978, il prend en charge la construction et la gestion de l'école de musique des jeunes de Reinach (Jugend-Musikschule Reinach).
Entre 1976 et 1986, il est responsable de la formation des enseignants pour l'éducation musicale précoce et des cours de base à l'Académie de musique de Bâle. De 1977 à 1978, il est nommé directeur du « Funkkolleg de la musique » pour la Suisse (émissions radio de formation). De 1986 à 2000, il est d'abord directeur de l'école de musique et Conservatoire de Winterthur, et ensuite recteur de la toute nouvelle Haute École de musique et de théâtre de Zurich (HMT). De 1991 à 2000, il préside la KDSK (Conférence des directrices et directeurs des Conservatoires et écoles de musique Suisse) et de 1988 à 1992, il est au sein du conseil d'administration de la Société Othmar Schoeck. Depuis avril 2004, il est président de la Société Willy Burkhard.

### Activité artistique
Depuis 1961, Fritz Näf travaille en tant que chanteur en Suisse et depuis 1969, chanteur de concert et d'opéra, dans toute l'Europe. Vers 1970, il est membre de l'ensemble Ricercare, fondé en 1964 par le hautboïste Michel Piguet (1932–2004). Cet ensemble s'est produit conformément aux connaissances de l'interprétation historique. Les années suivantes, Näf travaille avec Hans-Martin Linde, de manière très intense avec le maître de chapelle de l'Église Sainte-Croix de Dresde, Martin Flämig, mais aussi avec Paul Sacher. En tant que chanteur d'opéra, il participe, en collaboration avec la Aargauer Opern Bühne (1969/1970) dans Zar und Zimmermann (1837) d'Albert Lortzing et d'autres productions. Plusieurs années, il est membre du chœur de la radio suisse italienne, à Lugano, dirigée par Edwin Löhrer (1906–1991). Les années suivantes, Näf collabore avec les chefs d'orchestre Beat Raaflaub (Bâle), Klaus Bang (Zurich), Etienne Krähenbühl (Bâle), André Charlet (Lausanne), Helmuth Rilling (Stuttgart), Ulrich Bremsteller (Berlin), Räto Tschupp (Zurich), Jacob Kobelt (Zurich), August Wenzinger (Bâle), Sergiu Comissiona (Göteborg), Paul Colleaux (Nantes), Willi Gohl (Winterthur) et Michel Corboz (Lausanne).
En 1978, il fonde à la Schola Cantorum Basiliensis l'ensemble vocal professionnel Basler Madrigalisten. En 1997, en collaboration avec l'Orchestre de la Tonhalle de Zurich, il crée le chœur de chambre de Suisse. Depuis décembre 2000, Fritz Näf travaille à plein temps en tant que directeur artistique du chœur de chambre de Suisse et des Basler Madrigalisten. Il est chef invité de différentes chorales et orchestres en suisse et à l'étranger, notamment de la Radio suisse italienne, l'Orchestre du Musikkollegium Winterthur, Concerto Köln et de L'Arpa Festante de Munich, l'Orchestre de la Tonhalle de Zurich, l'Orchestre de chambre de Kiev et l'Orchestre philharmonique de Tscherniwz. Sur invitation de Kurt Masur, il est, depuis 2000, le chef d'orchestre invité au Chœur de Radio France. De nombreuses émissions de radio et de télévision, ainsi que des disques, documentent l'œuvre de Fritz Näf, au cours des trente dernières années.